# William Hayden English

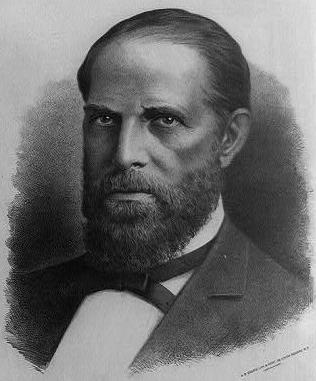
William Hayden English

William Hayden English (* 27. August 1822 in Lexington, Scott County, Indiana; † 7. Februar 1896 in Indianapolis, Indiana) war ein US-amerikanischer Politiker. Er war der Kandidat der Demokratischen Partei für die Vizepräsidentschaft an der Seite von Winfield Scott Hancock bei der Präsidentschaftswahl 1880.
William English wurde zunächst am College von Hanover in den klassischen Altertumswissenschaften ausgebildet, ehe er die Rechtswissenschaften studierte, in die Anwaltskammer aufgenommen wurde und in Lexington zu praktizieren begann. 1843 war er leitender Verwaltungsbeamter (Principal Clerk) im Repräsentantenhaus von Indiana; zwischen 1844 und 1848 war er als Beamter im US-Finanzministerium in Washington, D.C. beschäftigt.
1850 fungierte English als Sekretär des Verfassungskonvents von Indiana; eine zweijährige Amtszeit als Abgeordneter im Repräsentantenhaus des Staates schloss sich an. Zeitweise war er auch der Speaker der Kammer. Im Jahr 1853 wurde er als Vertreter des zweiten Kongresswahlbezirks von Indiana ins Repräsentantenhaus der Vereinigten Staaten gewählt. Dort absolvierte er vier Amtszeiten, ehe er 1861 wieder aus dem Kongress ausschied. In Washington gehörte er zu den Verbündeten von Indianas Senator Jesse D. Bright und war als Sympathisant der Südstaaten bekannt. Er brachte einen später nach ihm als English Bill benannten Gesetzentwurf im Parlament ein, der vorsah, das vor dem Beitritt zur Union stehende Kansas-Territorium um mehrere Millionen Acre Land zu erweitern. Voraussetzung dafür war aber die Zustimmung der Bevölkerung zu einem Verfassungsentwurf für den neuen Bundesstaat, der dort die Sklaverei zugelassen hätte. Der Vorschlag wurde in Kansas mit großer Mehrheit abgelehnt.
Nach dem Ende seiner Zeit als Abgeordneter zog English nach Indianapolis. 1880 wurde er als Vizepräsidentschaftskandidat der Demokraten nominiert; als Präsident kandidierte Winfield Scott Hancock, ein politisch unerfahrener ehemaliger General der Unionsarmee im Bürgerkrieg. Hancock und English erzielten nur 1898 Stimmen weniger als die Republikaner James A. Garfield und Chester A. Arthur, hatten aber bei der Abstimmung im Electoral College deutlich mit 155:214 das Nachsehen. Das Vorhaben, einen großen Teil der Nordstaaten für sich zu entscheiden, war gescheitert; auch Englishs Heimatstaat Indiana votierte mehrheitlich für Garfield.
William Hayden English starb 1896 in seinem Wohnort Indianapolis. Die Stadt English, Verwaltungssitz des Crawford County, ist nach ihm benannt. Dort wurde ebenso zu seinen Ehren eine Statue errichtet wie vor dem Gerichtsgebäude von Scottsburg. Sein Sohn William saß von 1883 bis 1884 ebenfalls für Indiana im US-Repräsentantenhaus; sein Enkel William English Walling wurde auch Politiker und gehörte der Sozialistischen Partei an.